# Kanton Fontaine-Vercors
Fontaine-Vercors is een kanton van het Franse departement Isère. Het kanton maakt deel uit van hey arrondissement Grenoble. Het heeft een oppervlakte van 297.38 km² en telt 38.332 inwoners in 2018, dat is een dichtheid van 129 inwoners/km².
Het kanton Fontaine-Vercors werd opgericht bij decreet van 18 februari 2014, met uitwerking op 22 maart 2015. Op 1 januari 2016 werden de gemeenten Autrans en Méaudre samengevoegd tot de fusiegemeente (commune nouvelle) Autrans-Méaudre en Vercors.

Sindsdien omvat het kanton de volgende gemeenten:
- Autrans-Méaudre en Vercors
- Corrençon-en-Vercors
- Engins
- Fontaine (hoofdplaats) (noordelijk deel)
- Lans-en-Vercors
- Noyarey
- Saint-Nizier-du-Moucherotte
- Sassenage
- Veurey-Voroize
- Villard-de-Lans